# Mecodema moniliferum
Mecodema moniliferum es una especie de escarabajo del género Mecodema, familia Carabidae. Fue descrita científicamente por Bates en 1867.
Esta especie se encuentra en Nueva Zelanda.
Su longitud es 14,6–19,5 mm, anchura pronotal de 4,2–6,2 mm y elitral de 5,1–7,1 mm. El color de todo el cuerpo varía de marrón rojizo mate a negro mate.